# Storör
Storör är en ö i Finland. Den ligger i Skärgårdshavet och i kommunen Pargas i den ekonomiska regionen  Åboland i landskapet Egentliga Finland, i den sydvästra delen av landet. Ön ligger omkring 51 kilometer väster om Åbo och omkring 200 kilometer väster om Helsingfors. 
Öns area är 1,3 hektar och dess största längd är 210 meter i öst-västlig riktning. I omgivningarna runt Storör växer i huvudsak barrskog. Närmaste större samhälle är Korpo, 14,0 km sydost om Storör.